# 2010년 FIFA 발롱도르
2010년 FIFA 발롱도르는 2011년 1월 10일 스위스 취리히에서 시상식이 열렸으며 2010년 12월 6일 각 부문별 상위 3명이 선정되었다.

## FIFA 발롱도르

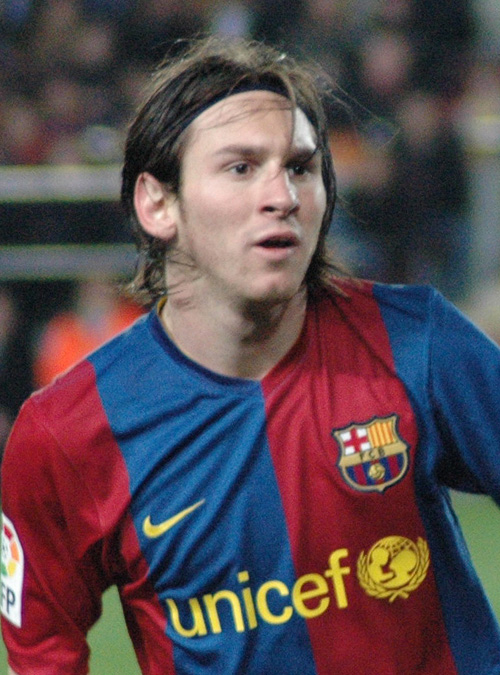
2010년 FIFA 발롱도르를 수상한 리오넬 메시

| 순위 | 선수                    | 국적         | 클럽                        | 득표율 |
| ---- | ----------------------- | ------------ | --------------------------- | ------ |
| 1위  | 리오넬 메시             | 아르헨티나   | 바르셀로나                  | 22.65% |
| 2위  | 안드레스 이니에스타     | 스페인       | 바르셀로나                  | 17.36% |
| 3위  | 사비 에르난데스         | 스페인       | 바르셀로나                  | 16.48% |
| 4위  | 베슬러이 스네이더르     | 네덜란드     | 인테르나치오날레            | 14.48% |
| 5위  | 디에고 포를란           | 우루과이     | 아틀레티코 마드리드         | 7.61%  |
| 6위  | 크리스티아누 호날두     | 포르투갈     | 레알 마드리드               | 3.92%  |
| 7위  | 이케르 카시야스         | 스페인       | 레알 마드리드               | 2.90%  |
| 8위  | 다비드 비야             | 스페인       | 발렌시아 바르셀로나         | 2.25%  |
| 9위  | 디디에 드로그바         | 코트디부아르 | 첼시                        | 1.68%  |
| 10위 | 사비 알론소             | 스페인       | 레알 마드리드               | 1.52%  |
| 11위 | 카를레스 푸욜           | 스페인       | 바르셀로나                  | 1.43%  |
| 12위 | 사무엘 에투             | 카메룬       | 인테르나치오날레            | 1.37%  |
| 13위 | 메수트 외질             | 독일         | 베르더 브레멘 레알 마드리드 | 1.21%  |
| 14위 | 아르연 로번             | 네덜란드     | 바이에른 뮌헨               | 1.16%  |
| 15위 | 토마스 뮐러             | 독일         | 바이에른 뮌헨               | 0.91%  |
| 16위 | 바스티안 슈바인슈타이거 | 독일         | 바이에른 뮌헨               | 0.75%  |
| 17위 | 마이콩                  | 브라질       | 인테르나치오날레            | 0.57%  |
| 18위 | 아사모아 기안           | 가나         | 스타드 렌 선덜랜드          | 0.46%  |
| 19위 | 줄리우 세자르           | 브라질       | 인테르나치오날레            | 0.22%  |
| 19위 | 세스크 파브레가스       | 스페인       | 아스날                      | 0.22%  |
| 21위 | 미로슬라프 클로제       | 독일         | 바이에른 뮌헨               | 0.19%  |
| 22위 | 필리프 람               | 독일         | 바이에른 뮌헨               | 0.05%  |
| 22위 | 다니에우 아우베스       | 브라질       | 바르셀로나                  | 0.05%  |
|      | 무효표                  |              |                             | 0.57%  |

## FIFA 올해의 여자 선수
| 순위 | 선수                | 국적     | 클럽                                  | 득표율 |
| ---- | ------------------- | -------- | ------------------------------------- | ------ |
| 1위  | 마르타              | 브라질   | 골드 프라이드                         | 38.20% |
| 2위  | 비르기트 프린츠     | 독일     | 프랑크푸르트                          | 15.18% |
| 3위  | 파트미레 바이라마이 | 독일     | 투르비네 포츠담                       | 9.96%  |
| 4위  | 켈리 스미스         | 잉글랜드 | 보스턴 브레이커스                     | 9.29%  |
| 5위  | 애비 웜백           | 미국     | 워싱턴 프리덤                         | 6.25%  |
| 6위  | 지소연              | 대한민국 | 한양여자대학교 INAC 고베 레오네사     | 5.24%  |
| 7위  | 크리스틴 싱클레어   | 캐나다   | 골드 프라이드                         | 4.42%  |
| 8위  | 호프 솔로           | 미국     | 세인트루이스 애슬레티커 애틀랜타 비트 | 3.85%  |
| 9위  | 카롤리네 세게르     | 스웨덴   | 필라델피아 인디펜던스                 | 3.64%  |
| 10위 | 카미유 아빌리       | 프랑스   | 골드 프라이드 올랭피크 리옹           | 3.38%  |

## FIFA 올해의 남자 축구 감독

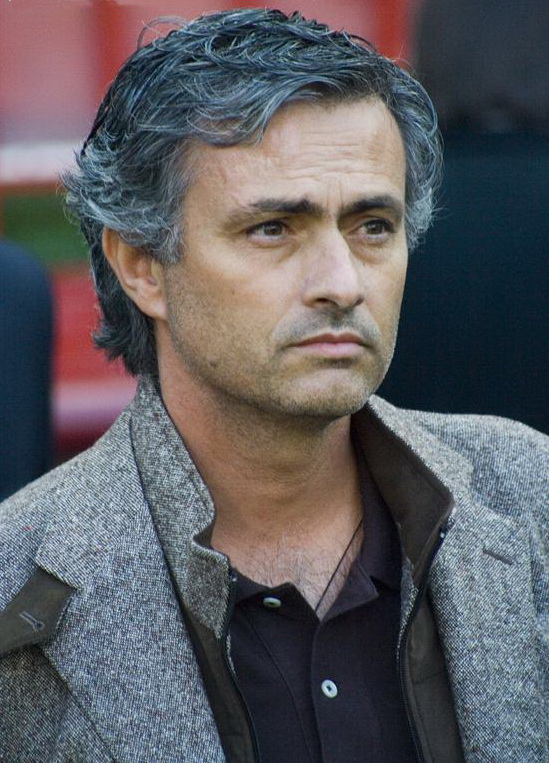
2010년 FIFA 발롱도르를 수상한 주제 모리뉴

| 순위 | 감독                 | 국적       | 팀                             | 득표율 |
| ---- | -------------------- | ---------- | ------------------------------ | ------ |
| 1위  | 조제 모리뉴          | 포르투갈   | 인테르나치오날레 레알 마드리드 | 35.92% |
| 2위  | 비센테 델 보스케     | 스페인     | 스페인                         | 33.08% |
| 3위  | 주제프 과르디올라    | 스페인     | 바르셀로나                     | 8.45%  |
| 4위  | 요아힘 뢰프          | 독일       | 독일                           | 5.12%  |
| 5위  | 카를로 안첼로티      | 이탈리아   | 첼시                           | 3.78%  |
| 6위  | 알렉스 퍼거슨        | 스코틀랜드 | 맨체스터 유나이티드            | 3.66%  |
| 7위  | 오스카르 타바레스    | 우루과이   | 우루과이                       | 2.95%  |
| 8위  | 베르트 판 마르베이크 | 네덜란드   | 네덜란드                       | 2.69%  |
| 9위  | 아르센 벵거          | 프랑스     | 아스날                         | 2.25%  |
| 10위 | 루이스 판 할         | 네덜란드   | 바이에른 뮌헨                  | 1.89%  |

## FIFA 올해의 여자 축구 감독
| 순위 | 감독                 | 국적     | 팀              | 득표율 |
| ---- | -------------------- | -------- | --------------- | ------ |
| 1위  | 질비아 나이트        | 독일     | 독일            | 24.06% |
| 2위  | 마렌 마이네르트      | 독일     | 독일 U-20       | 18.26% |
| 3위  | 피아 순드하게        | 스웨덴   | 미국            | 11.68% |
| 4위  | 호프 파월            | 잉글랜드 | 잉글랜드        | 10.54% |
| 5위  | 최인철               | 대한민국 | 대한민국 U-20   | 9.26%  |
| 6위  | 베른트 슈뢰더        | 독일     | 투르비네 포츠담 | 6.81%  |
| 7위  | 브뤼노 비니          | 프랑스   | 프랑스          | 6.62%  |
| 8위  | 알베르틴 몬토야      | 미국     | 골드 프라이드   | 5.49%  |
| 9위  | 베아트리체 폰 지벤탈 | 스위스   | 스위스          | 3.67%  |
| 10위 | 사사키 노리오        | 일본     | 일본            | 3.39%  |

## FIFA/FIFPro 월드 베스트 XI
| 포지션 | 선수                | 국적       | 클럽             |
| ------ | ------------------- | ---------- | ---------------- |
| GK     | 이케르 카시야스     | 스페인     | 레알 마드리드    |
| DF     | 마이콩              | 브라질     | 인테르나치오날레 |
| DF     | 루시우              | 브라질     | 인테르나치오날레 |
| DF     | 제라르드 피케       | 스페인     | 바르셀로나       |
| DF     | 카를레스 푸욜       | 스페인     | 바르셀로나       |
| MF     | 베슬러이 스네이더르 | 네덜란드   | 인테르나치오날레 |
| MF     | 사비 에르난데스     | 스페인     | 바르셀로나       |
| MF     | 안드레스 이니에스타 | 스페인     | 바르셀로나       |
| FW     | 리오넬 메시         | 아르헨티나 | 바르셀로나       |
| FW     | 다비드 비야         | 스페인     | 바르셀로나       |
| FW     | 크리스티아누 호날두 | 포르투갈   | 레알 마드리드    |

## FIFA 푸슈카시상
| 선수            | 국적     | 클럽     |
| --------------- | -------- | -------- |
| 하미트 알튼토프 | 튀르키예 | 튀르키예 |

## FIFA 회장상
- 데즈먼드 투투

## FIFA 페어플레이상
- 아이티 U-17 여자 축구 국가대표팀